# Amy Roberts (Radsportlerin)
Amy Roberts (* 24. Dezember 1994 in Llanelli) ist eine ehemalige britische Radsportlerin, die auf Bahn und Straße aktiv war.

## Sportliche Laufbahn
2012 war ein erfolgreiches Jahr für Amy Roberts: Bei den Junioren-Weltmeisterschaften errang sie zwei Bronzemedaillen, im Punktefahren sowie mit Elinor Barker und Hayley Jones in der Mannschaftsverfolgung. Mit Lucy Garner und Elinor Barker wurde sie gemeinsam Junioren-Europameisterin in der Mannschaftsverfolgung.
Ab 2014 startete Roberts in der Eliteklasse und gewann gemeinsam mit Laura Trott, Elinor Barker, Ciara Horne und Katie Archibald den Lauf des Bahnrad-Weltcups in Guadalajara. Im selben Jahr ging sie bei den Commonwealth Games in vier Bahnradsport-Disziplinen sowie im Straßenrennen an den Start.
Zur Saison 2018 wechselte Roberts zum niederländischen Team Parkhotel Valkenburg–Destil, wurde aber schon im Februar wegen eines Chronischen Fatigue-Syndroms freigestellt. Sie bestritt längere Zeit keine Rennen. Ihr neues sportliches Ziel war die Teilnahme an den Commonwealth Games 2022. Zuvor beendete sie ihre allerdings ihre Radsportlaufbahn.

## Familie
Amy Roberts ist eine ältere Schwester der Radsportlerin Jessica Roberts.

## Erfolge
2012
- Junioren-Weltmeisterschaft – Punktefahren, Mannschaftsverfolgung (mit Elinor Barker und Hayley Jones)
- Junioren-Europameisterin – Mannschaftsverfolgung (mit Lucy Garner und Elinor Barker)

2014
- Bahnrad-Weltcup in Guadalajara – Mannschaftsverfolgung (mit Laura Trott, Elinor Barker, Ciara Horne und Katie Archibald)